# Кръвно налягане
Кръвното налягане е налягането на циркулиращата кръв върху стените на кръвоносните съдове. Без допълнително уточняване, употребата на термина „кръвно налягане“ обикновено се отнася до налягането в големите артерии в кръвоносната система. Кръвното налягане обикновено се изразява чрез показателите на налягането между систола (фаза на изтласкване на кръвта от сърцето) и диастола (фаза на пълнене на сърцето) и се отчита като две числа за стойностите при тези две фази: първо се казва систолното, после диастолното налягане, използвайки мерната единица милиметър живачен стълб, напр. 140/80.
Уредът за измерване на кръвното налягане се нарича сфигмоманометър.

## Кръвно налягане и обем
Съществуват така наречените системи на ниско и високо налягане. Към системата на ниското налягане принадлежат артериите, капилярите, вените на телесния кръг на кръвообращението, дясното сърце (обобщаващ термин за дясно предсърдие и дясна камера) и съдовете на белодробния кръг на кръвообращението. Системата на високото налягане се състои от артериите на големия кръг на кръвообращението.
Основната задача на системата на ниското налягане е на резервоар на кръвта, тъй като 80% от циркулиращата в тялото кръв (около 7% от телесната маса без мазнините, при хората около 4 до 6 литра, тоест 70ml/kg) се намират в нея. Изпълнението на тази функция се предразполага от високата еластичност и капацитет на съдовете. При загуба на кръв обемът може да се компенсира до определена степен чрез стесняване (вазоконстрикция) на вените. При обратния случай, който настъпва например при кръвопреливане, се променя най-вече обемът на системата на ниското налягане. Затова в нормално състояние централното венозно налягане (стойност в норма около 3 до 9 mmHg) е добър индикатор за обема кръв. За разлика от системата на ниското налягане, основната функция на системата на високото налягане е снабдяването на органите.
Кръвното налягане претърпява големи промени в рамките на кръвоносната система. В аортата и големите артерии е около 100 mmHg, намалява в разклоненията на артериите на 40 mmHg, а в капилярите е само 25 mmHg. Във венулите е 20 mmHg, във вените е само 3 mmHg. В малкия кръг налягането се колебае между 15 и 20 mmHg в белодробните артерии и от 2 до 5 mmHg в белодробните вени.
В разговорната реч под израза кръвно налягане се разбира налягането на артериите в големия кръг на кръвообращението между систола и диастола и се отчита като стойността при тези две фази, при което се първо казва систолното, после диастолното налягане. Средностатистически тези стойности са между 60 и 90 mmHg за диастолата и между 100 и 140 mmHg за систолата. Разликата между систолното и диастолното налягане се нарича амплитуда на кръвното налягане. Кръвното налягане е фактор, без който не е възможно функционирането на организма. Средното артериално налягане от 60 mmHg е обикновено нужно за работа на бъбреците и мозъка. Освен положителния ефект на оросяване на органите, кръвното налягане, когато е извън контрол и е много високо над нормата, се нарича „тих убиец“ поради асимптоматичността на заболяването. Само индивиди с особено остра чувствителност могат да диференцират много високо кръвно налягане.

### Кръвен поток
Въпреки големите разлики между налягането между систола и диастола кръвта тече с еднаква скорост през тялото. Това се дължи на способността на аортата и на големите артерии по време на систолата стената на кръвоносния съд да се разширява и поема част от изтласканата кръв и да я връща по време на диастолата, когато кръв не напуска сърцето. По този начин еластичността на съдовете превръща напускащата на тласъци сърцето кръв в постоянен поток. Ако налягането не можеше да се поема от еластичните съдове, тогава налягането в аортата щеше да подлежи на значително по резки промени. Интересен факт е, че значително по-малко кръв би преминавала през съдовете, тъй като много енергия би се губила само за ускоряването на кръвта.
При млади и индивиди на средна възраст кръвта се движи с около 6 м/секунда, при възрастните тази скорост се удвоява. Тъй като с възрастта съдовите стени стават по-малко еластични, намалява способността за поемане на налягането и обемния поток намалява.
Докато потокът на кръвта в артериите се реализира само от изпомпващата сила на сърцето, при вените различни фактори играят роля. До определена степен изпомпващата сила на сърцето се предава на вените през капилярите (т. нар. vis a tergo, „сила отзад“). Във вените кръвта се изтласква предимно на тласъци към сърцето от външни сили. За тази цел във вените се намират клапи. Външните сили се дължат предимно на съкращението на околната скелетна мускулатура, а при големите вени – на колебания в налягането, причинени от дишането (разширение на вените при понижаването на налягането при вдишване – инспирация). Клапите на вените предотвратяват връщането на кръвта в обратна посока под влиянието на гравитацията в интервалите между действието на външните сили. Засмукването, причинено от разширението на предсърдията на сърцето, играе роля само при големите съдове в близост до сърцето.